# Your Name.
your Name. (君の名は。 Kimi no Na wa.?) este un film japonez de animație romantic fantastic scris și regizat de Makoto Shinkai, produs de CoMix Wave Films. Ecranizează povestea elevilor de liceu Taki Tachibana și Mitsuha Miyamizu, care au început brusc să facă schimb de corpuri, deși nu s-au întâlnit niciodată, dezlănțuind haos fiecare în viața celuilalt. Filmul a fost inspirat de frecvența dezastrelor naturale din Japonia.
your Name. a avut premiera la Anime Expo 2016 din Los Angeles pe 3 iulie 2016 și a fost lansat în cinematografe în Japonia pe 26 august 2016. Un roman cu același nume, scris tot de Shinkai, a fost publicat cu o lună înainte de premiera filmului. Filmul a fost distribuit în România ca parte din festivalele IZANAGI - Japanese Film Festival 02, Retrospectiva și Retrospectiva 2.0.